# Jenny Montigny
Pour les articles homonymes, voir Montigny.
Jeanne (Jenny) Montigny, née le 8 décembre 1875 à Gand et morte le 31 octobre 1937  à Deurle, est une peintre luministe belge.

## Biographie
Elle est née dans une famille de la haute bourgeoisie gantoise. Son père Lodewijk 'Louis' Karel August Montigny est membre du cabinet du gouverneur de Flandre orientale, avocat à la Cour d'appel de Gand, et eut de nombreuses fonctions officielles. Sa mère, Joanna Helena « Nancy » Mair, était d'origine écossaise-néerlandaise. Jenny avait un frère et deux sœurs.
Un de ses cousin Albert Louis Mair, épouse une artiste, Gabrielle van Meerbeke alors qu'elle avait 15 ans. Elle-même choisit la peinture à l’âge de 17 ans, ce que ses parents ne comprennent pas.
Après avoir vu le tableau Les Martins-pêcheurs du peintre Émile Claus, elle décide de prendre des cours dans son atelier à la Villa Zonneschijn à Astene, et au cours de l'été 1893, elle suit son cours de peinture en plein air avec plusieurs étudiants, notamment Anna De Weert et Yvonne Serruys.
À partir de 1895, elle fait des allers-retours de Gand à l'atelier de Claus, en tant qu'étudiante pendant des années. Émile Claus avait 26 ans de plus qu'elle et était marié. Vers 1904, ils entament une relation qui durera jusqu'à la mort d'Émile Claus en 1924.

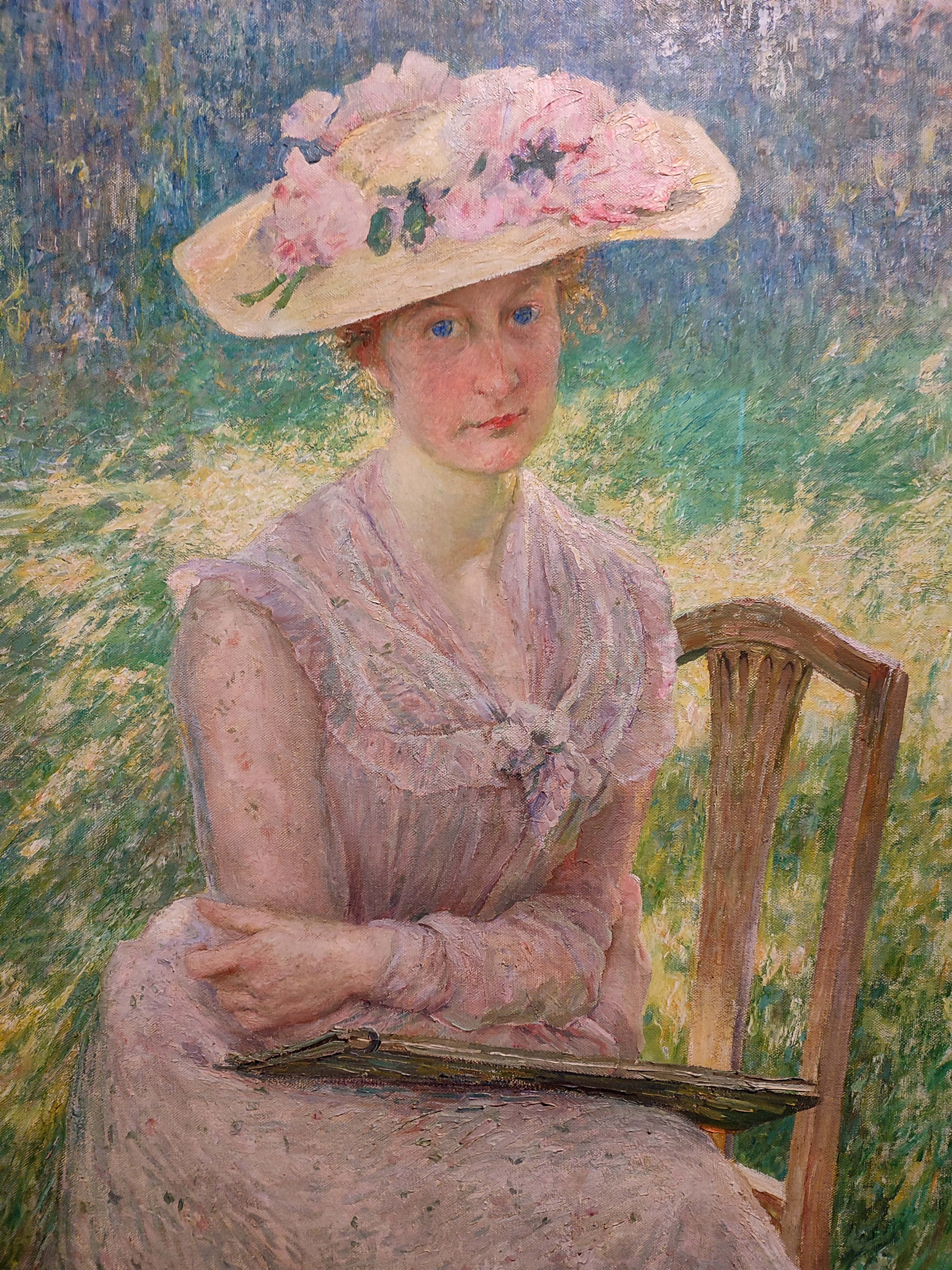
Portrait de Jenny Montigny, 1902
par Émile Claus
Musées royaux des Beaux-Arts, Bruxelles

En 1902, Émile Claus peint son portrait (aujourd'hui conservé aux Musées royaux des Beaux-Arts de Belgique à Bruxelles, inv. n° 6234) et elle fait ses débuts au Salon de Gand. L'année suivante, elle expose à Paris.
En 1904, elle quitte Gand pour s'installer à la Villa Rustoord, Mortelstraat 9 à Deurle et son jeune frère emménage avec elle.
Elle devient membre du groupe d'artistes luministes Vie et Lumière, qui comprend également Emile Claus et James Ensor.
En 1906, l'État français lui achète un tableau au Salon des indépendants. Elle expose aux salons triennaux d'Anvers, Bruxelles et Gand et est régulièrement invitée au Cercle artistique et littéraire de Gand (nl).
Au début de la Première Guerre mondiale, elle suit Émile Claus, émigré à Londres avec son épouse. Elle est active au sein du Women's International Art Club des Grafton Galleries et peint dans les quartiers de Hyde Park et de Kensington Gardens. Elle se concentre sur l'art de l'aquarelle et expose dans diverses galeries londoniennes. Elle y réalise une série de gravures avec des scènes de soldats belges blessés dans les hôpitaux Roi Albert.
Après la guerre, de retour en Belgique, elle est obligée de vendre sa villa Rustoord et déménage dans une maison plus petite dans la Pontstraat à Deurle. Elle installe son atelier dans un autre bâtiment de la Dorpsstraat. Elle y peint son sujet favori : les enfants s'ébattant de Deurle, notamment sur la cour de récréation de l'école Saint-Jozef voisine.

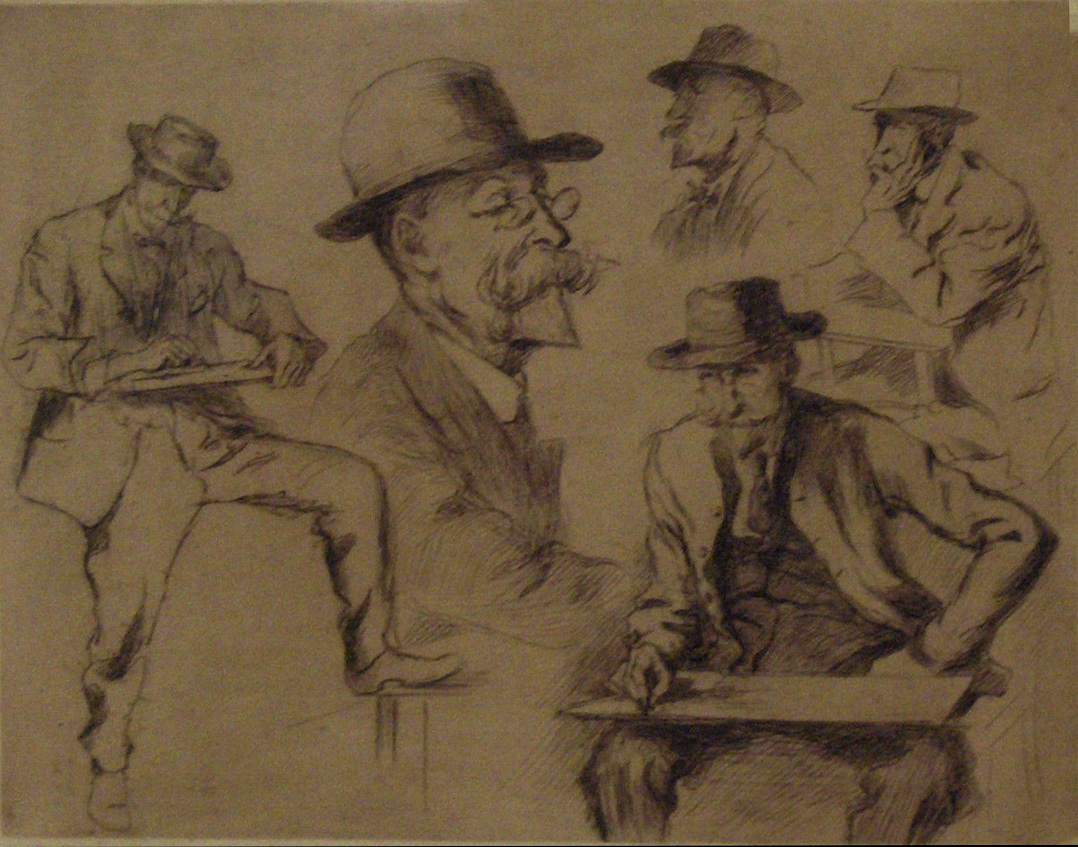
Émile Claus au travail, 1924
Musée des Beaux-Arts de Gand

En 1923, elle devient membre de la Société des Beaux-Arts de Paris. Après la mort d'Émile Claus en 1924, sa situation financière devient de plus en plus difficile. Ses peintures ne sont plus populaires et elle survit grâce au soutien financier de sa sœur et de ses amis.
Elle est enterrée au cimetière de Deurle.

## Œuvre
Ses œuvres sont visibles au Musée des Beaux-Arts de Gand, au Musée de Deinze et du Pays de la Lys, aux Musées royaux des Beaux-Arts de Belgique à Bruxelles, au Musée Charlier à Saint-Josse-ten-Noode et au Musée Dhondt-Dhaenens à Deinze. Cependant, plusieurs de ses meilleures œuvres se trouvent dans des collections privées.
Bruxelles, Musées royaux des Beaux-Arts de Belgique, Inv. N° 4874
- Le Jardinier, 1902, collection particulière (de Smet, p. 86)
- Pont de Deurle, 1906, Bruxelles, Chambre des Représentants Rozeke, ???, collection privée (de Smet, p. 85)
- L'Étable, 1907, Musée des Beaux-Arts de Gand[3]
- L'École, 1910, huile sur toile, 46 × 61 cm, Deurle, Musée Dhondt-Dhaenens[4]
- Ma fenêtre, vers 1910, Musée des Beaux-Arts de Gand[5]
- Les Bégonias (Le Jardinier), 1913, huile sur toile, 180 × 245 cm, Musée des Beaux-Arts de Gand[6]
- Mère et enfant, 1920-1925, huile sur toile, 50 × 57 cm, Deurle, Musée Dhondt-Dhaenens[7]
- Maternité, 1927, collection particulière (de Smet, p. 91)
- Enfants dans le jardin, 1927, collection particulière (de Smet, p. 94)
- Enfants jouant au soleil, ????, Saint-Josse-ten-Noode, Musée Charlier
- La Cour de récréation de Deurle, 1929, collection particulière (de Smet, p. 92)
- Cour d'école - La cour de récréation, vers 1930, huile sur toile, 126 × 157 cm, Musées royaux des Beaux-Arts de Belgique[8]

Dates non documentées
- Sortie de l'école en hiver, huile sur toile, 82 × 102 cm, Musées royaux des Beaux-Arts de Belgique[9]
- École de filles à Deurle, huile sur toile, 85 × 120 cm, Musée de Deinze et du Pays de la Lys[10]
- Sous-bois en automne, huile sur toile, 45 × 40 cm, Collection privée, Vente 2021[11]
- Cour de récréation, huile sur toile, 39 × 58 cm, Musée de Deinze et du Pays de la Lys[12]

Art graphiques
- Vue de Hyde Park à Londres pendant la Première Guerre mondiale, ca 1914-1918, Musée des Beaux-Arts de Gand, Inv. N° 1958-Z-8
- Sept croquis d'un enfant endormi, 1922, Gand, Maison Alijn
- Portrait de l'artiste Emile Claus, 1924, pointe sèche, Musée des Beaux-Arts de Gand[13]
- Portrait de l'artiste Emile Claus, 1924, eau forte, Musée des Beaux-Arts de Gand[14]

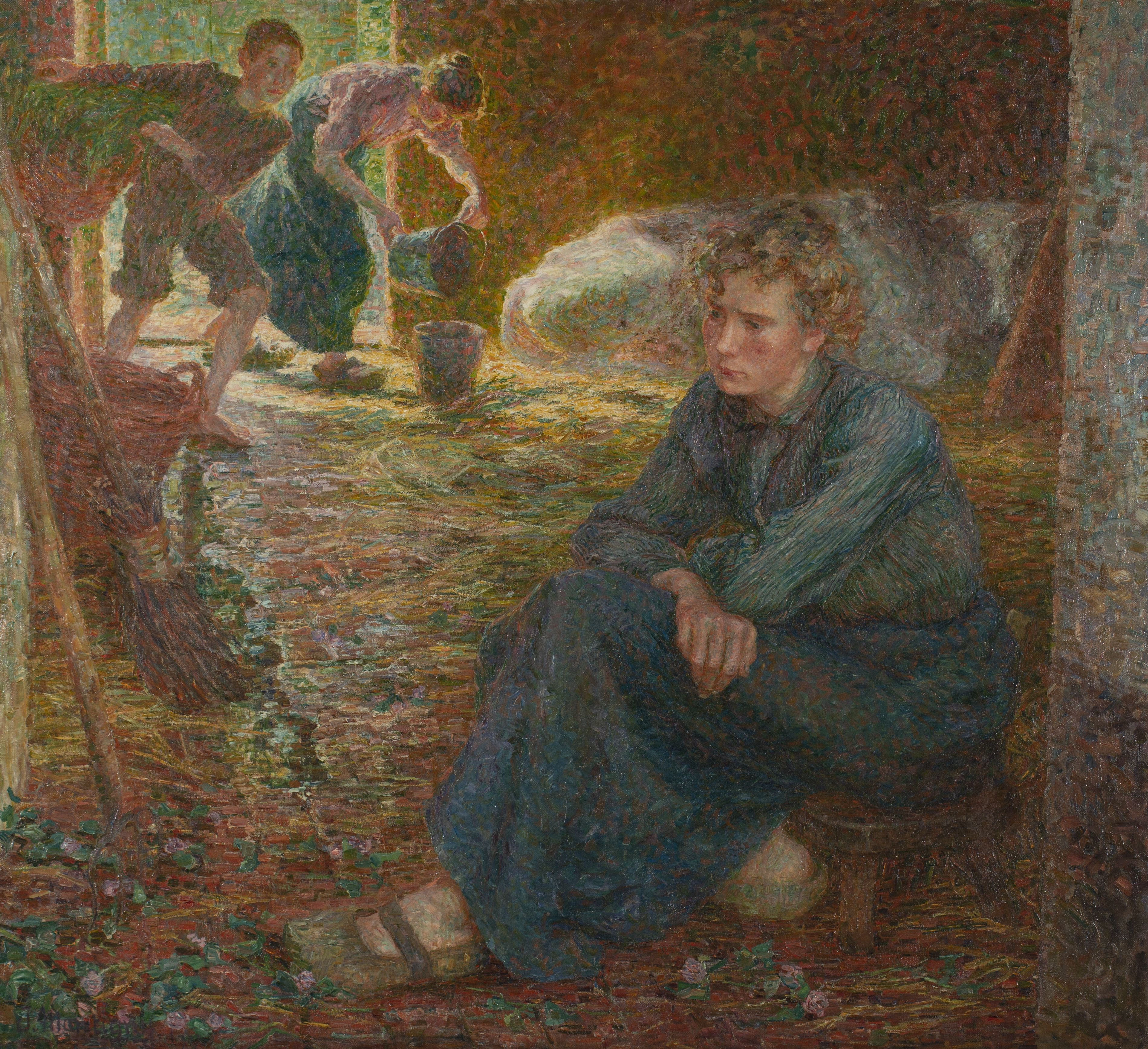
L'Étable, 1907 Musée des Beaux-Arts de Gand
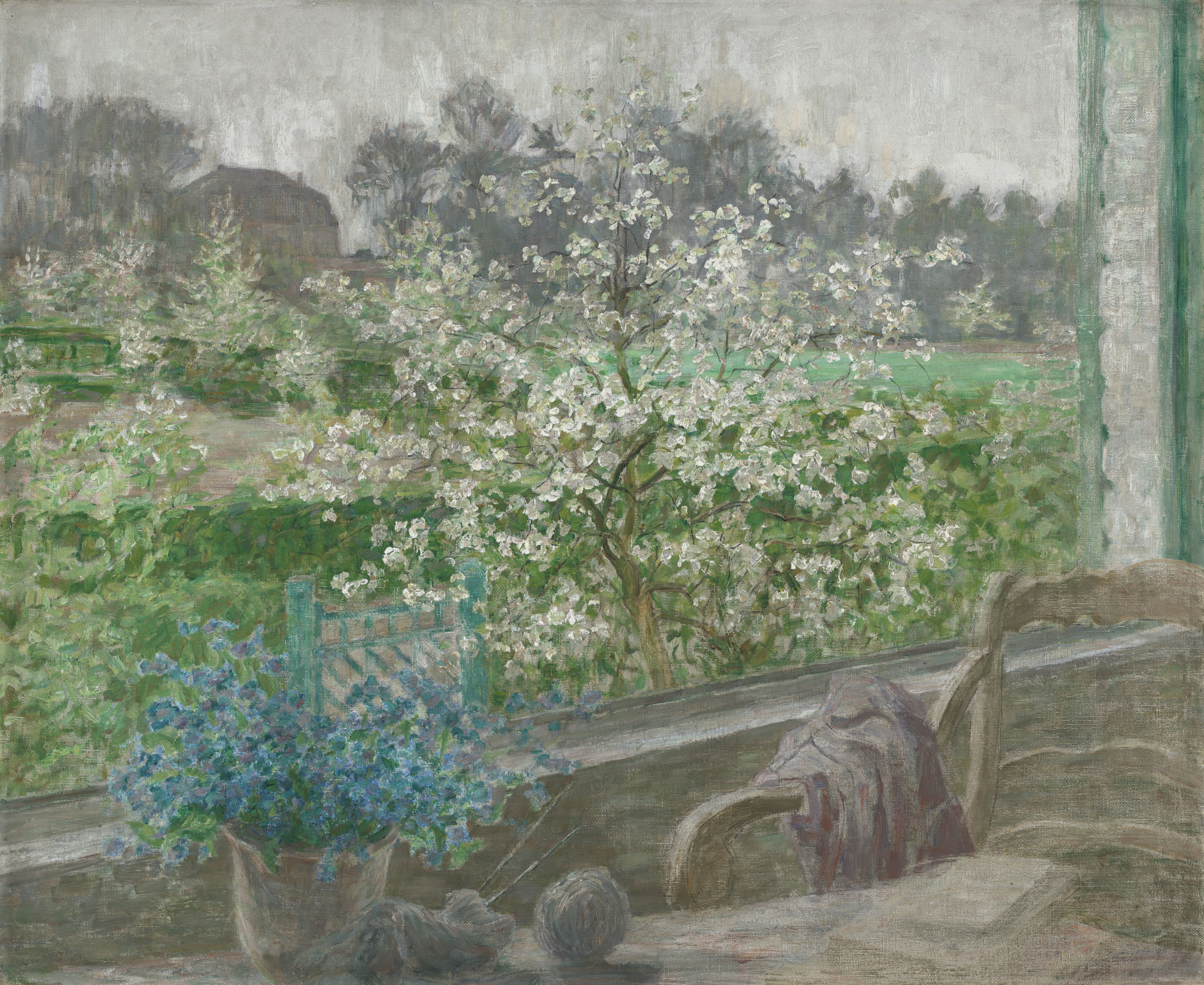
Ma fenêtre, vers 1910 Musée des Beaux-Arts de Gand
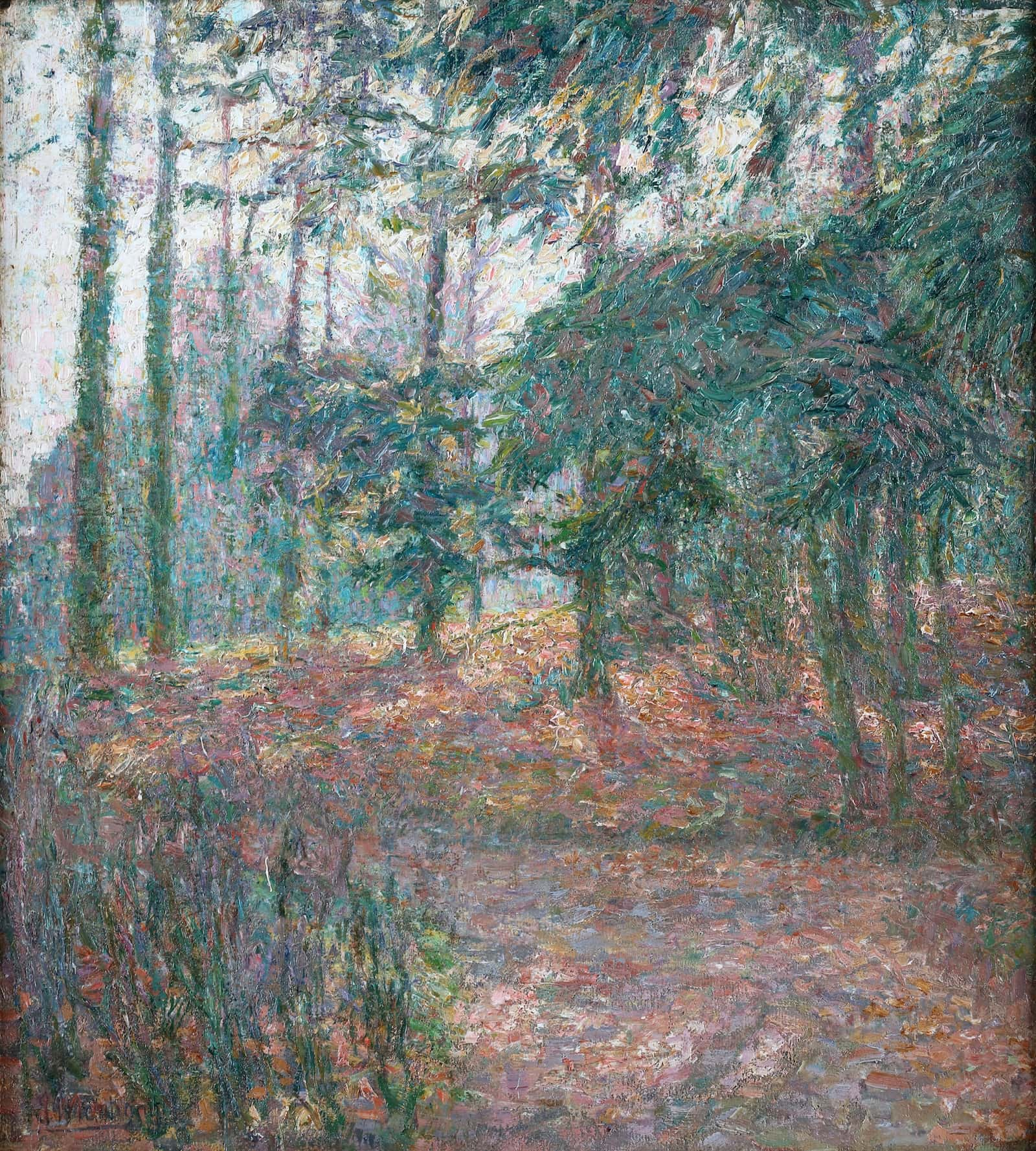
Sous-bois en automne Collection privée
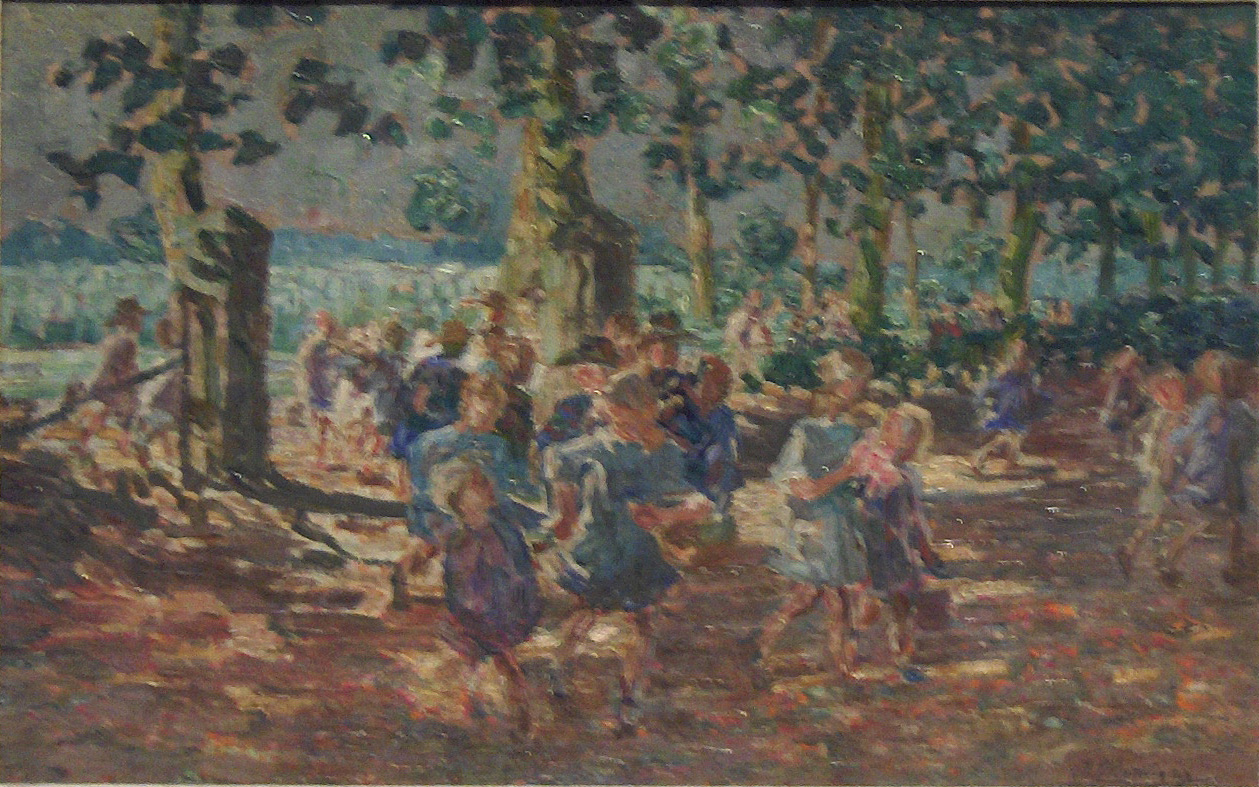
Cour de récréation Musée de Deinze et du Pays de la Lys
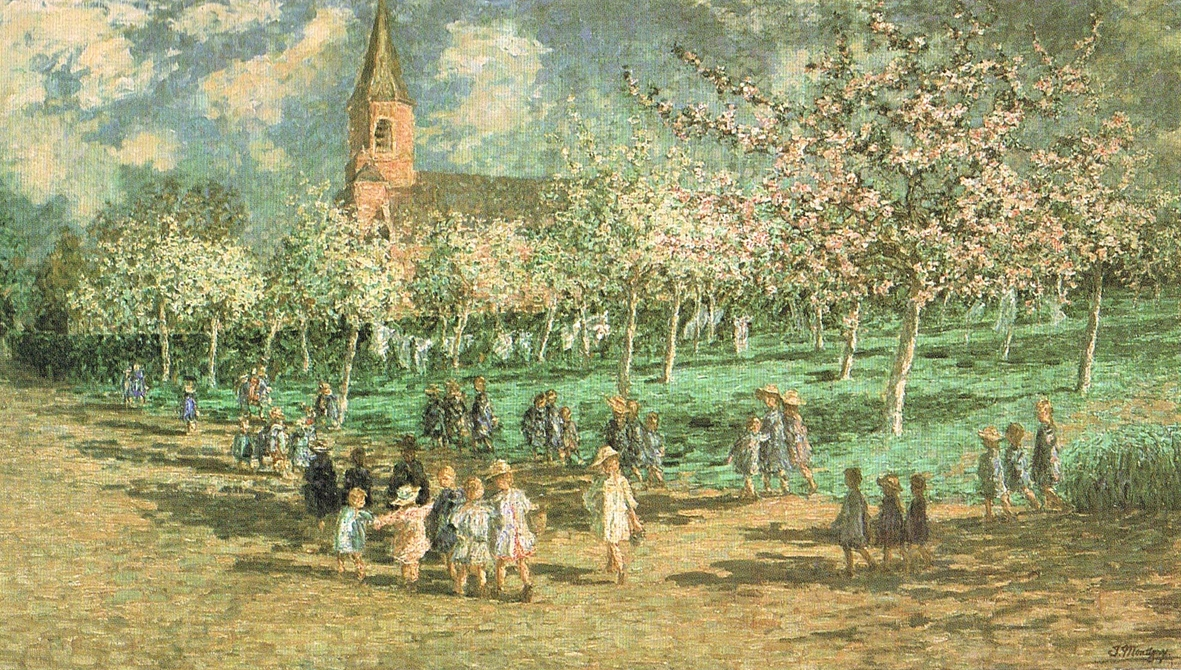
Ecoliers et verger en fleurs
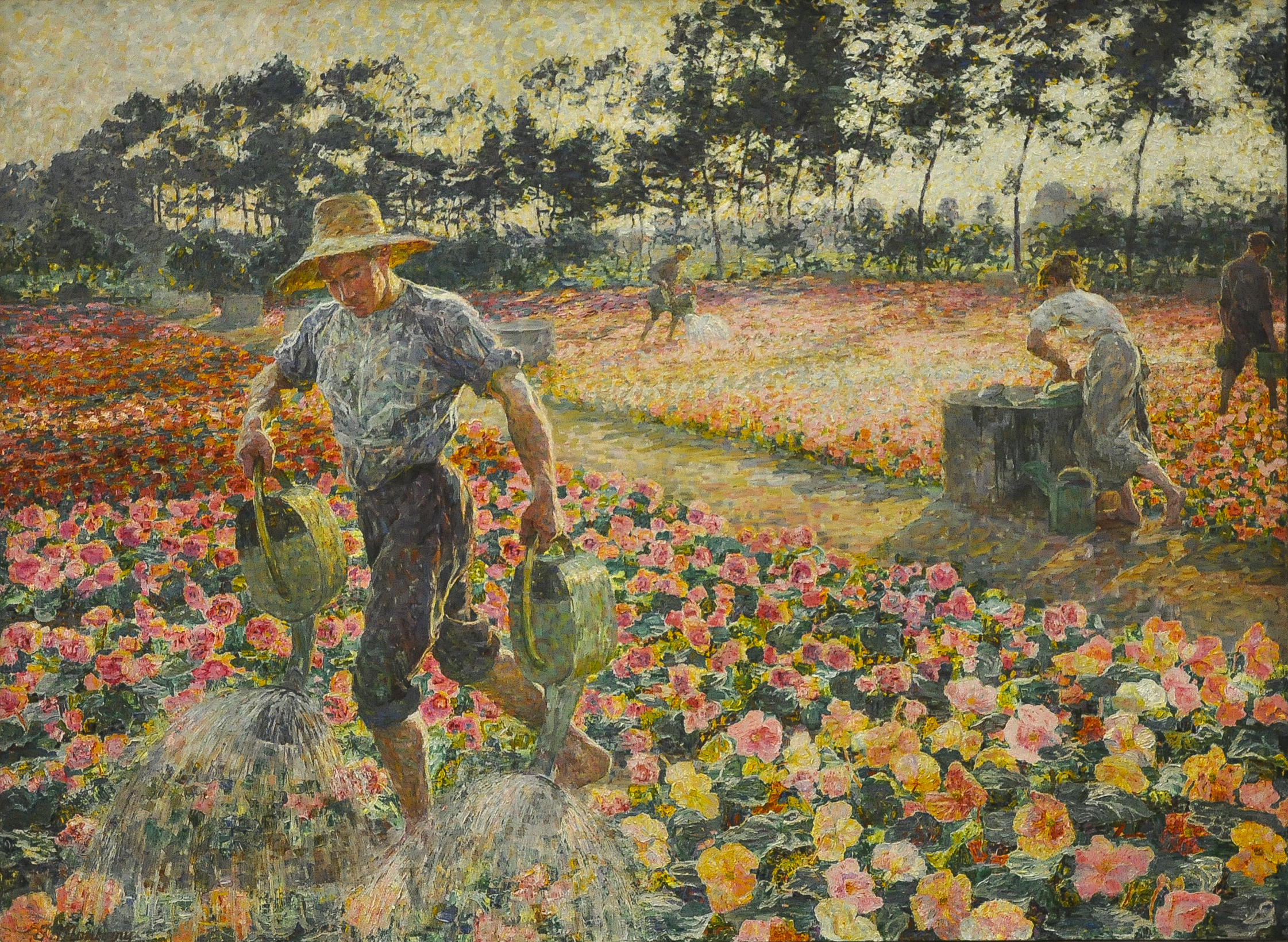
Les Bégonias, 1913 Musée des Beaux-Arts de Gand
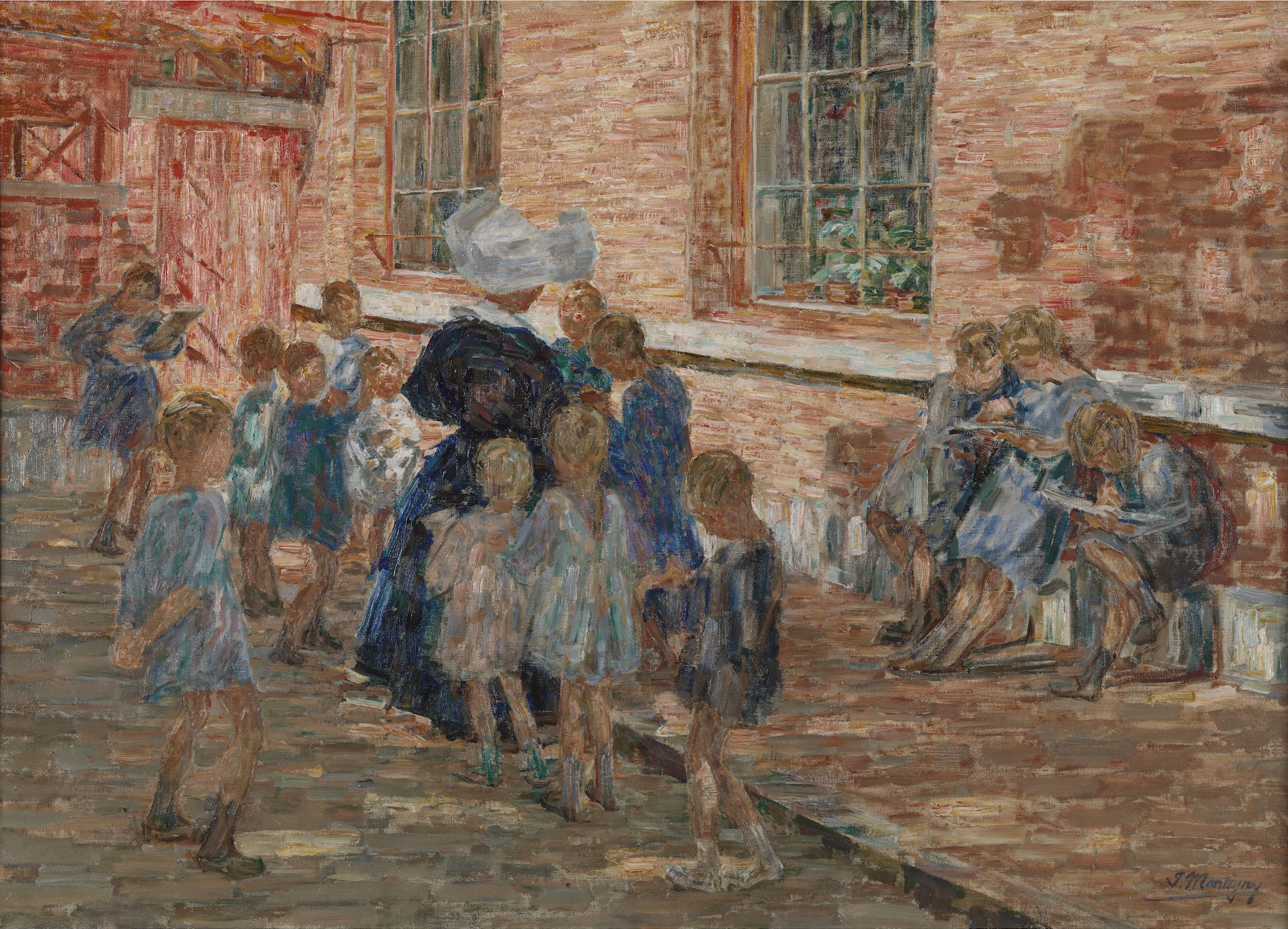
Ecole de filles à Deurle Musée de Deinze et du Pays de la Lys

## Postérité
Après sa mort, son travail tombe dans l'oubli. Ce n'est qu'en 1987 que ses peintures sont à nouveau visibles lors d'expositions à Deurle et Deinze.
En 1991, une grande exposition rétrospective de son travail était prévue au Musée Pissarro de Pontoise, en France, mais cela ne s'est jamais concrétisé.
Le 28 mars 2011, la municipalité de Gand a décidé de donner son nom à un nouveau sentier pédestre sur le site Alsberghe Van Oost, sur la Drongensesteenweg.
Il existe désormais également un Jenny Montignypad à Deinze et un Jenny Montignylaan à Sint-Martens-Latem.